# 第一总不保险
第一总不保险（德语：Erste Allgemeine Verunsicherung ）是一支奥地利乐队，组建于1977年，于2019年解散。
Nino Holm最早组建了一支名为“反意大利面”（Anti-Pasta）的乐队，但并不成功，乐队在成立三年后解散。Nino Holm后来决定和友人Thomas Spitzer合作组建一支新乐队。在他们无法敲定乐队名时，在第一总保险公司的一个支部看到了一个公交车站，该公司名称缩写为EAV，于是他们便想出了“第一总不保险-EAV”（Erste Allgemeine Verunsicherung-EAV）这个名字。
乐队起初在奥地利因名称问题而陷入法律纠纷，因為其队名很明显是故意模仿第一总保险公司的名字。但诉方后来放弃了指控，第一总保险公司甚至还曾数次赞助该乐队。
EAV成立後经常变更成员。